# Syngnathus abaster
Il pesce ago di rio (Syngnathus abaster Risso, 1827) è un pesce di acqua dolce e marina della famiglia Syngnathidae.

## Distribuzione e habitat
È diffuso in tutto il mar Mediterraneo, nel mar Nero (dove vive una forma più grande, che comunque non è una sottospecie) e nell'Oceano Atlantico tra il golfo di Guascogna e il Marocco. Risale i fiumi anche per lunghissimi tratti: nel Danubio arriva fino in Ungheria, nel Dniepr si trova fino a Kiev. È stato introdotto nel Don dove è risultato invasivo soprattutto nei laghi artificiali. È molto comune in tutti i mari, le lagune e le foci d'Italia.
È questa una specie strettamente costiera che non si trova mai a profondità superiore a qualche metro, in mare si rinviene su fondi mobili coperti da vegetazione, soprattutto fanerogame come Posidonia oceanica o Zostera spp.. È un pesce notevolmente eurialino e penetra volentieri nelle foci e nelle lagune stabilendovi popolazioni; si adatta facilmente anche alle acque completamente dolci.

## Descrizione
Il suo aspetto è caratteristico e molto simile a quello degli altri pesci ago, con corpo così sottile ed allungato da apparire filiforme, bocca molto piccola su di un muso corto e diritto con una carena superiore. Le uniche pinne presenti sono le pinne pettorali, la pinna dorsale, bassa e di altezza costante e posta a metà del corpo e le pinna caudale, piccola. La pinna anale è ridottissima. Appare più tozzo rispetto agli altri pesci ago.
La colorazione è bruna o verde vivo, le femmine adulte presentano strie verticali sull'addome.
Misura fino a 15 cm (20 cm la razza del mar Nero), in acque salmastre le dimensioni restano inferiori.

## Biologia
È un buon nuotatore, a differenza degli altri pesci ago, per lo più striscianti. Staziona spesso con la coda appoggiata al fondo ed il corpo rialzato.

### Riproduzione
La riproduzione dei pesci ago è particolarmente interessante: dopo un corteggiamento che comporta reciproci avvolgimenti delle code con un movimento tremolante, le uova sono deposte dalla femmina in una tasca ventrale del maschio, grazie ad una papilla genitale molto sviluppata. Qui le uova vengono trattenute nel cosiddetto marsupio fino alla schiusa e gli embrioni vengono nutriti dai capillari che avvolgono le uova. Alla fine sono liberati dei giovanili molto simili agli adulti.

## Nota tassonomica
Questa specie tende a formare popolazioni in svariati ambienti, anche di minime dimensioni, e queste popolazioni tendono a manifestare una notevole variabilità fenotipica. Questa disomogeneità ha portato gli ittiologi a costituire sottospecie o anche specie (come la supposta S. nigrolineatus del mar Nero) ma la variabilità all'interno delle varie popolazioni non ha mai permesso di convalidare questi taxa.